# Тилигульский (ландшафтный парк, Николаевская область)

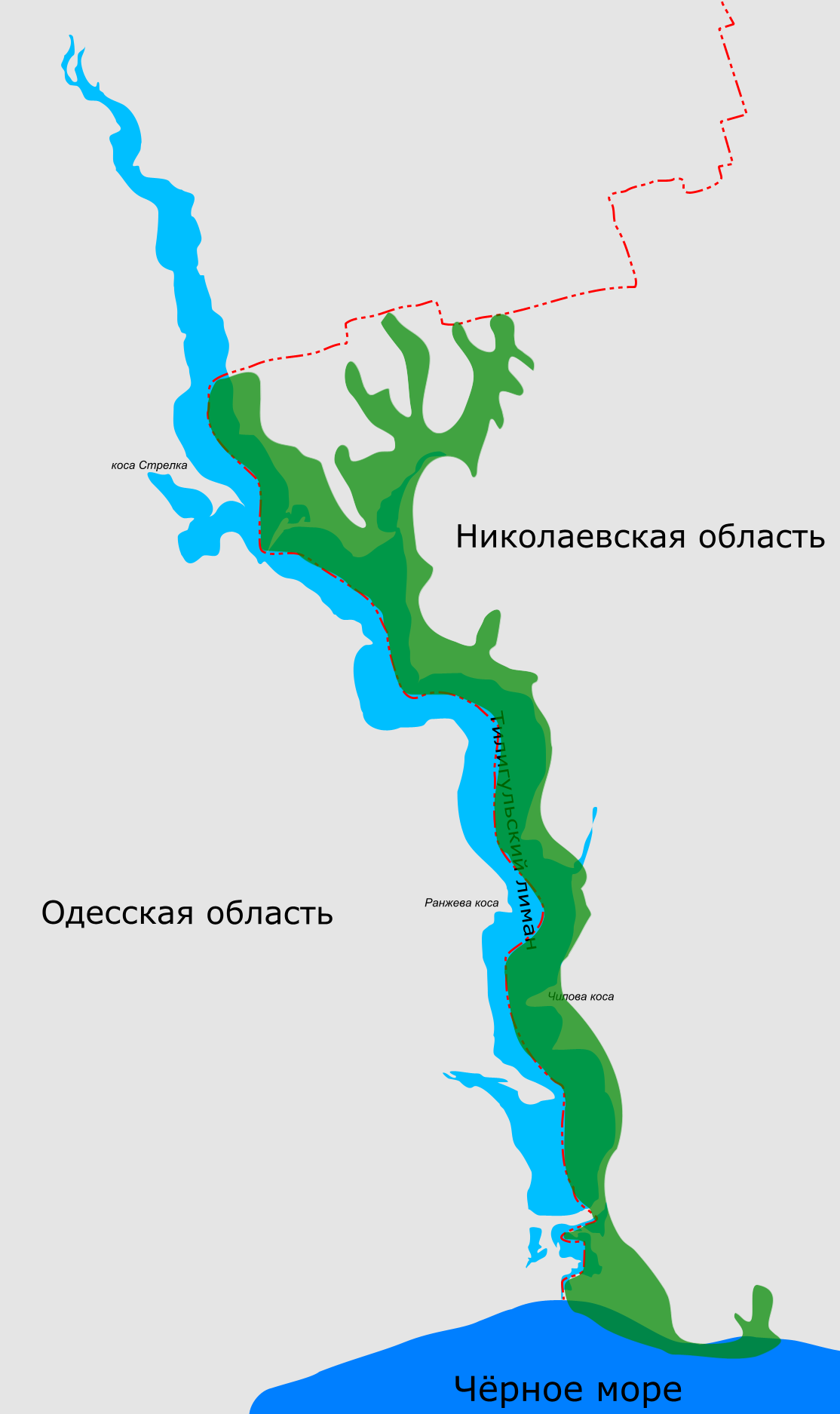
Территория парка отмечена зелёным

Тилигульский региональный ландшафтный парк — региональный ландшафтный парк на восточном побережье Тилигульского лимана и его акватории. Расположен в Березанском районе Николаевской области Украины. Площадь парка — 8195,4 га. Парк создан в 1995 году.
Поводом для создания парка послужило то, что Тилигульский лиман является одним из немногих водно-болотных угодий, где сохранились естественные морские ландшафты. Экосистема лимана имеет уникальные условия для жизни животных и растительных организмов. Акватория Тилигульского лимана является одним из чистейших водоёмов северного Причерноморья и представляет большую ценность для биологического разнообразия региона.

## Цели работы
Заповедный статус ландшафтного парка предусматривает следующие режимы организации функционирования территории:
- заповедный (сохранение типчаково-ковыльных степей, петрофильно-степных растительных комплексов, гидробионтов, гнездовий птиц, обеспечение условий существования редких видов);
- регулированной рекреации (создание экологической тропы, представляющей наиболее характерные участки заповедника);
- стационарной рекреации (выделение мест для рекреационных сооружений, пляжей);
- хозяйственный (соблюдение правил использования и охраны окружающей среды согласно законодательству).

## История
В 1995 году акватория и прилегающие территории общей площадью 8195,4 га в пределах Николаевской области получили статус ландшафтного регионального парка. Парк создан решением Николаевского облсовета от 28 апреля 1995 года № 8. В парк были включены территории Ташинского сельсовета (3507,4 га), Краснопольского сельсовета (583,8 га), Анатольевского сельсовета (1564,2 га), Червоноукраинского сельсовета (1109,9 га) и Коблевского сельсовета (1430,1 га).
В 2001 году распоряжением Николаевской облгосадминистрации от 26 ноября 2001 года № 698-р создана дирекция регионального ландшафтного парка.